# Soyouz MS-12
Soyouz MS-12,(en russe : Союз МС-12), est un vol spatial lancé le 14 mars 2019. Le vaisseau emporte trois astronautes jusqu'à la station spatiale internationale (ISS). Soyouz MS-12 est le 141e vol habité d'un engin spatial du programme Soyouz et le 138e mis en orbite. Les trois membres d'équipage participent aux expéditions 59 et 60 de l'ISS.

## Équipage

### Principal
- Commandant : Alekseï Ovtchinine (2)[1],  Roscosmos.
- Ingénieur de vol 1 : Nick Hague (1)[2],  NASA.
- Ingénieur de vol 2 (décollage uniquement) : Christina Koch (1),  NASA.
- Ingénieur de vol 2 (atterrissage uniquement) : Hazza Al Mansouri (1),  Émirats arabes unis, centre spatial Mohammed bin Rashid.

### Réserve
- Commandant : Aleksandr Skvortsov (3),  Roscosmos.
- Ingénieur de vol 1 : Luca Parmitano (2),  ESA.
- Ingénieur de vol 2 : Andrew Morgan (1),  NASA.

Le nombre entre parenthèses est le nombre de vols effectués, Soyouz MS-12 compris.

## Impact de l'échec du lancement de Soyouz MS-10 sur la mission

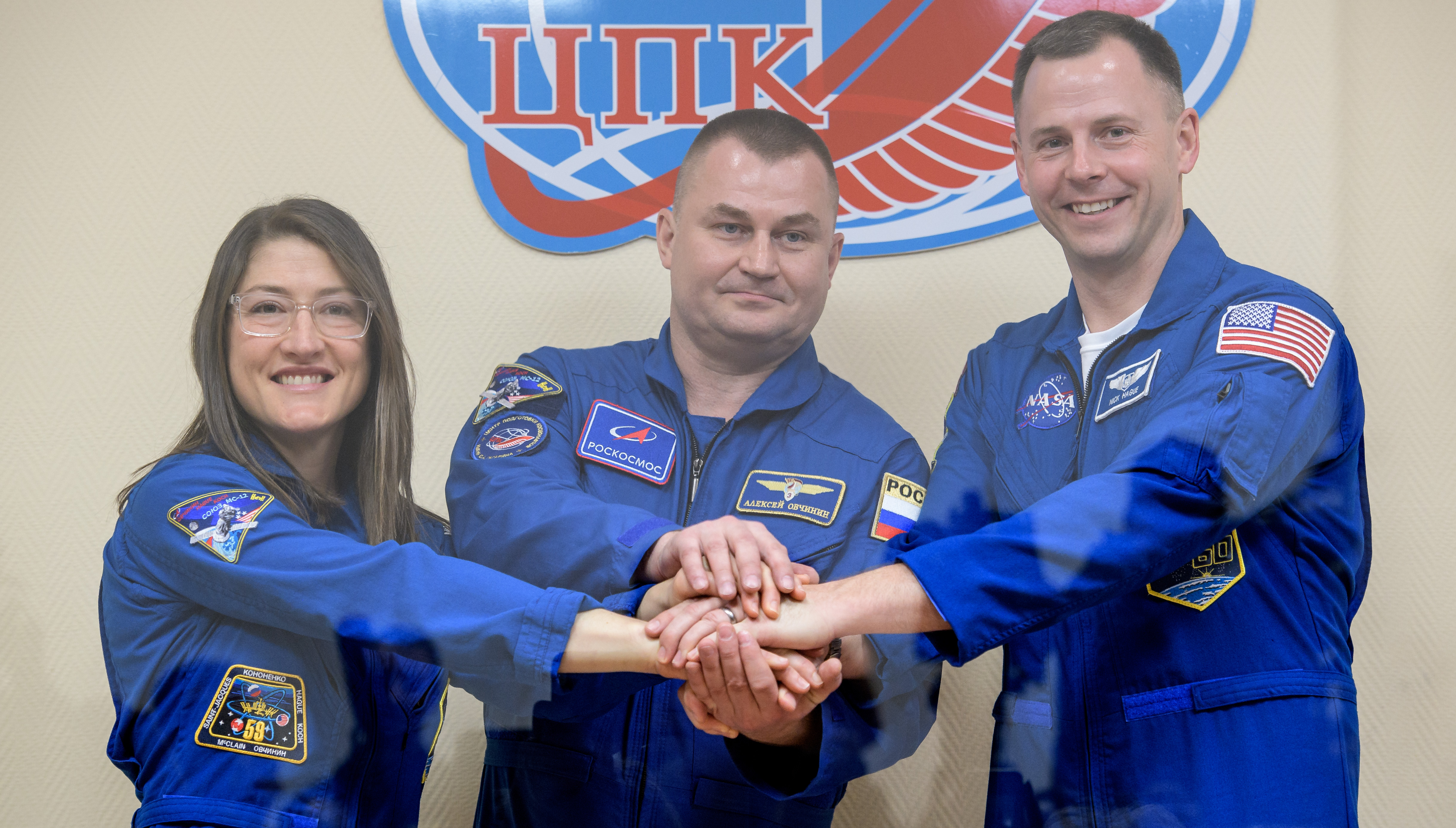
Membres de l'expédition 59 de l'ISS en 2019 : Christina Koch (NASA), Alekseï Ovtchinine (Roscosmos), Nick Hague (NASA).

Soyouz MS-12 doit au départ emmener le premier émirati dans l'espace, Hazza Al Mansouri. Il devait rentrer après une mission d'une dizaine de jours sur le Soyouz MS-10 avec Alekseï Ovtchinine et Nick Hague.
Le 12 octobre 2018, Soyouz MS-10 échoue à se placer en orbite. Ovtchinine et Hague reviennent se poser sains et saufs sur Terre. Cet accident empêche la mission de l'Émirati, qui n'a plus de vaisseau pour rentrer sur Terre. La NASA décide alors de récupérer ce siège pour faire voler Hague, qui participe ainsi aux expéditions 58 et 59.
Le Soyouz MS-12 revient sur Terre le 3 octobre 2019 à 6 h 59 TU avec à son bord Alekseï Ovtchinine (203 jours), Nick Hague (203 jours) et Hazza Al Mansouri (8 jours).